# Sant Bonet (Alts Alps)
Sant Bonet (en francès Saint-Bonnet-en-Champsaur) és un municipi de la regió de Provença-Alps-Costa Blava, departament dels Alts Alps.
L'1 de gener de 2013, els municipis de Benevent e Charbilhac i Infornats es fusionen al municipi de Sant Bonet.

## Demografia
| Evolució de la població |      |      |      |      |      |      |      |      |
| 1793                    | 1800 | 1806 | 1821 | 1831 | 1836 | 1841 | 1846 | 1851 |
| -                       | -    | 1675 | 1611 | -    | -    | -    | -    | -    |

| 1856 | 1861 | 1866 | 1872 | 1876 | 1881 | 1886 | 1891 | 1896 |
| ---- | ---- | ---- | ---- | ---- | ---- | ---- | ---- | ---- |
| -    | -    | -    | -    | 1670 | 1763 | 1744 | 1616 | 1665 |

| 1901 | 1906 | 1911 | 1921 | 1926 | 1931 | 1936 | 1946 | 1954 |
| ---- | ---- | ---- | ---- | ---- | ---- | ---- | ---- | ---- |
| 1515 | 1506 | 1511 | 1239 | 1321 | 1311 | 1357 | 1166 | 1182 |

| 1962 | 1968 | 1975 | 1982 | 1990 | 1999 | 2006 | 2011 | 2016 |
| ---- | ---- | ---- | ---- | ---- | ---- | ---- | ---- | ---- |
| 1196 | 1199 | 1236 | 1263 | 1371 | 1466 | -    | -    | -    |

| 2019 | - | - | - | - | - | - | - | - |
| ---- | - | - | - | - | - | - | - | - |
| -    | - | - | - | - | - | - | - | - |

## Administració
| Període   | Identitat           | Partit |
| --------- | ------------------- | ------ |
| 1971-1977 | Marcel Maucoronnel  |        |
| 1977-1989 | Jean-Claude Baudoin |        |
| 1989-2014 | Jean-Pierre Festa   | UMP    |
| 2014-     | Laurent Daumark     |        |